# 戴明宝
戴明宝（戴明寶、たい めいほう、生没年不詳）は、南朝宋の官僚・軍人。本貫は晋陵郡丹徒県。

## 経歴
元嘉年間、員外散騎侍郎や給事中の官を歴任した。武陵王劉駿の下で典籤をつとめた。元嘉30年（453年）、劉駿が劉劭を討つべく巴口で起兵すると、明宝は戴法興や蔡閑とともに参軍督護に転じた。
孝武帝（劉駿）のとき、明宝は南清河郡太守に任じられた。孝武帝により宮中や国政の雑務の多くを委ねられた。大明2年（458年）、湘郷県男に封じられた。大明3年（459年）、孝武帝の命を受けて竟陵王劉誕に対する襲撃を図ったが、敗れた。大明8年（464年）、前廃帝が即位すると、政権は戴法興の手に帰し、明宝は軽んじられ、宣威将軍・南東莞郡太守として出された。
泰始2年（466年）、明帝即位に対抗する反乱が勃発すると、明宝は明帝に軍務を任されて、前軍将軍となった。反乱が平定されると、明宝は宣威将軍・晋陵郡太守に転じ、その爵位は侯に進んだ。泰始3年（467年）、明宝は軍務にからみ多額の賄賂を受けて官爵を左右した罪を問われて、獄につながれた。まもなく赦されて、安陸郡太守に任じられ、寧朔将軍の号を加えられた。後に游撃将軍や驍騎将軍の号を受け、武陵国内史や宣城郡太守を歴任した。元徽4年（476年）、安成王劉準の下で驃騎司馬となった。
昇明元年（477年）、老齢のため太中大夫の位を受けて引退した。後に病死した。

## 伝記資料
- 『宋書』巻94 列伝第54
- 『南史』巻77 列伝第67